# Corps des cadets de Polotsk
Le corps des cadets de Polotsk (en russe : Полоцкий кадетский корпус) est un corps de cadets du temps de l’Empire russe fondé en 1835 à Polotsk. Il préparait les fils de la noblesse locale à la carrière d’officiers. Sa fête était le 6 décembre, jour de la saint Nicolas.

## Historique
Cet établissement militaire ouvre le 25 juin 1835, à l’initiative de l’empereur Nicolas Ier, pour les fils de la noblesse du gouvernement de Vitebsk. Il s’installe dans l'ancien collège jésuite, ouvert en 1580, et fermé en 1815 lorsque les Jésuites sont expulsés de l'empire russe. Les bâtiments datent du XVIIIe siècle. Les cadets viennent des gouvernements de Minsk, Vitebsk, Moguilev, Wilna, Grodno et Smolensk. Il est interdit d’accepter des fils d’anciens insurgés de l’insurrection polonaise. La première promotion comprend cinquante-quatre cadets. On forme une seconde compagnie en 1836, et quatre en 1838 : une compagnie de grenadiers, deux compagnies de mousquetaires et une compagnie non classée. En mai 1839, seize premiers cadets intègrent le régiment noble.
Des classes supérieures de spécialisation sont créées en 1857. La réforme de Milioutine en 1865 a pour conséquence de renommer le corps en lycée militaire. Il retrouve son ancienne appellation en 1882.
Le buste du général Kondratenko, tué à Port-Arthur, est solennellement inauguré en 1910, ainsi qu’un buste de Nicolas Ier.
Le corps des cadets de Polotsk est évacué en septembre 1914, devant l’avancée des armées austro-allemandes. La 1re compagnie s’intègre au corps des cadets de Vladikavkaz, la 3e à celui de Soumy, la 2e d’abord au 1er corps de cadets de Moscou, puis au corps des cadets d’Odessa en 1915. L’administration du corps des cadets est évacuée à Simbirsk.
Lorsque le corps des cadets d’Odessa est évacué par mer, devant l’avancée des troupes bolchéviques, les anciens cadets de Polotsk ne peuvent embarquer. Ils rejoignent les troupes du colonel Stoessel (1876-1933) et participent aux combats de Seltz (près de Limanskoïe, aux abords d’Odessa) et de Kandel. Ils parviennent à quitter Odessa, le 7 février 1920.
Certains membres du corps professoral forment une école militaire reprenant les traditions du corps des cadets de Polotsk à Sarajevo, avec ceux de Kiev et d’Odessa.

## Aujourd’hui
Les bâtiments de l'ancien collège jésuite, qui avaient été reconstruits en 1830-1835, ont servi d’hôpital à l’époque de la république socialiste soviétique de Biélorussie. Après des années d’abandon, ils ont été restaurés pour accueillir la faculté d’histoire et de lettres de l’université de Polotsk.

## Anciens élèves notables
- Grigori Danilovitch
- Iakov Iouzefovitch
- Roman Kondratenko
- Grand-duc Oleg Constantinovitch de Russie
- Franz Albert Seyn

## Uniforme
Les épaulettes des cadets étaient de couleur rouge bordées de blanc avec les initiales jaunes du corps en cyrillique K П, pour cadet (K) de Polotsk (П).

## Enseignement
De 1835 à 1910, ce sont 5 216 cadets qui sont formés. Sur une classe moyenne de trente-trois élèves, vingt-huit sont orthodoxes, trois sont luthériens et deux catholiques. Le programme comprenait les matières suivantes : religion, russe, français, allemand, histoire, géographie, mathématiques (arithmétique, géométrie, trigonométrie, géométrie analytique), physique-chimie, droit, minéralogie, physiologie, cosmographie, dessin, musique, danse, gymnastique, tactique, artillerie, histoire militaire, fortifications, et exercices militaires.

## Liens externes

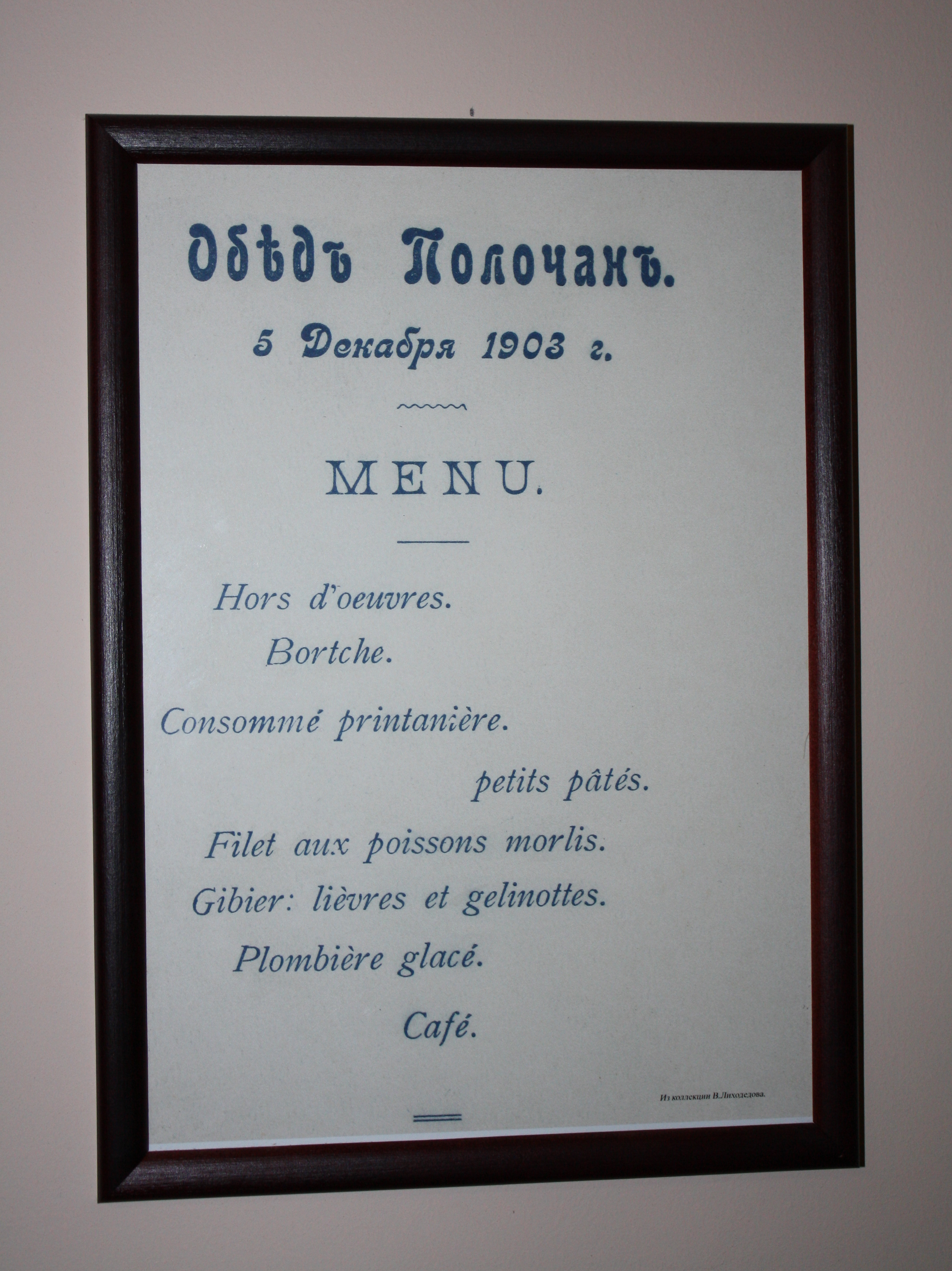
Menu pour le dîner de veille de fête du corps des cadets en 1903

## Source
- (ru) Cet article est partiellement ou en totalité issu de l’article de Wikipédia en russe intitulé « Полоцкий кадетский корпус » (voir la liste des auteurs).